# Labidosaurus hamatus
Il labidosauro (Labidosaurus hamatus) è un rettile estinto, vissuto nel Permiano inferiore nel Texas circa 280 milioni di anni fa.

## Corpo primitivo e mascelle specializzate
Simile a una grossa e tozza lucertola, il labidosauro è uno dei più noti rappresentanti di quel gruppo di rettili primitivi noti come captorinidi; questi animali, dotati di un cranio robusto e privo di finestre per l'inserzione dei muscoli, sono considerati tra i più primitivi fra tutti i rettili noti. Il labidosauro, in particolare, misurava circa 75 cm e possedeva un capo grosso, una coda piuttosto corta e un corpo massiccio. La sua struttura indica che era un animale molto adattato alla vita terrestre, probabilmente simile a delle attuali iguane.

Le mascelle del labidosauro erano piuttosto specializzate, e contenevano un'unica serie di denti conici (a differenza degli altri captorinidi, nei quali erano presenti più file di denti) che formavano superfici taglienti e adatte a triturare. Il muso del labidosauro, inoltre, aveva un apice stranamente rivolto all'ingiù, fornito di denti più lunghi. L'alimentazione di questi animali poteva comprendere vegetali coriacei ma anche animali dotati di guscio duro come insetti.

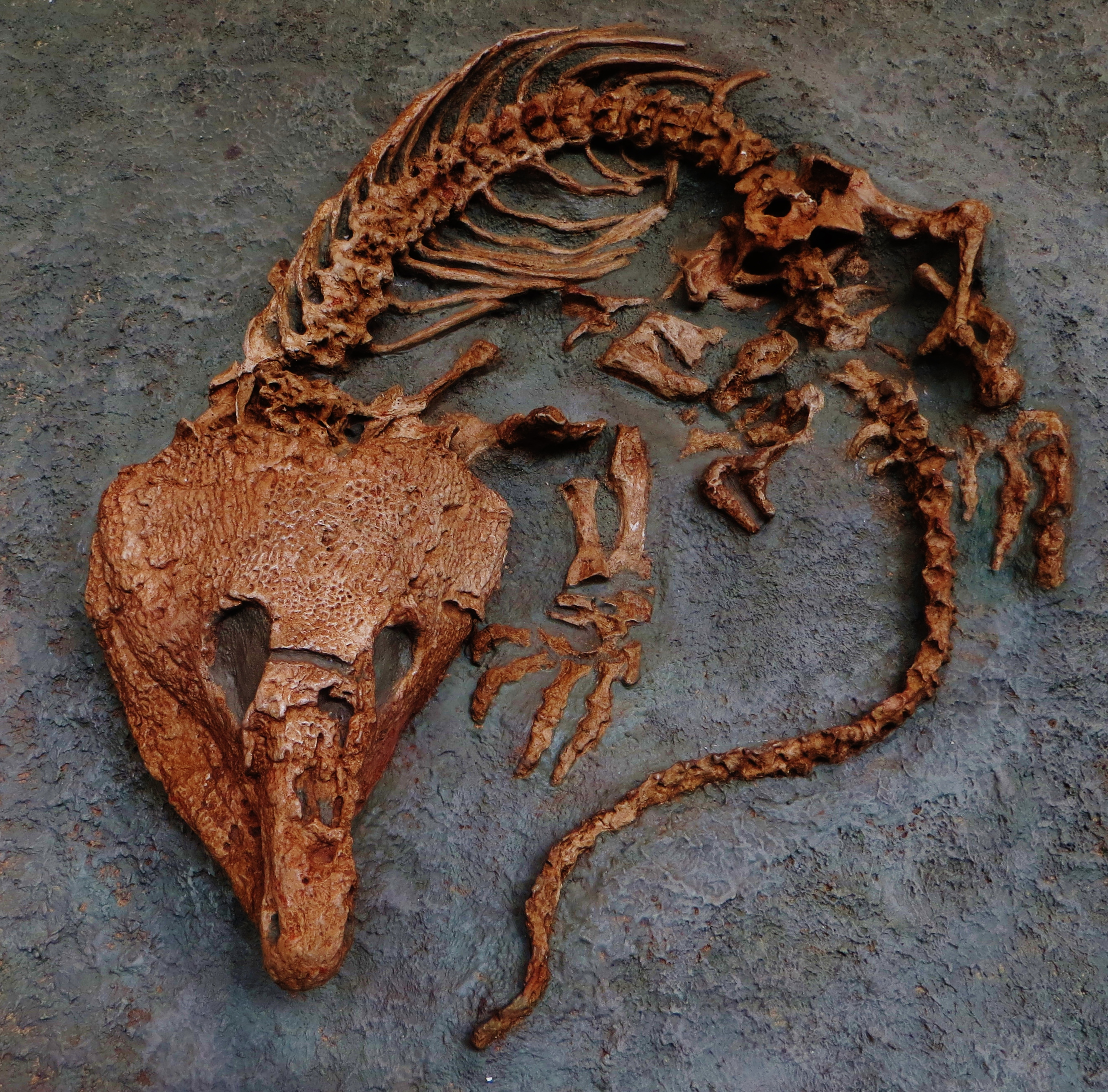
Scheletro di Labidosaurus hamatus